# Festival Internacional de Cine de Cannes de 1998
El 51º Festival de Cannes se desarrolló entre el 13 y el 24 de mayo de 1998. La Palma de Oro fue para la cinta griega La eternidad y un día, dirigida por Theodoros Angelopoulos.
El festival se abrió con Primary Colors, dirigida por Mike Nichols  y se cerró con Godzilla, dirigida por Roland Emmerich. Isabelle Huppert ejerció como maestra de ceremonias.
En 1998 se añadieron dos secciones nuevas a la Selección oficial, Un Certain Regard y Cinéfondation. El objetivo de la sección Cinéfondation era apoyar la creación de obras de cine al mundo y contribuir a la entrada de nuevos guionistas en el círculo de las celebridades. Por eso, se seleccionan una veintena de cortometrajes de estudiantes de las escuelas de cine de todo el mundo y los tresmejores son galardonados por la Cinéfondation y por el Jurado de Cortometrajes. La sección Un Certain Regard "premia a los jóvenes talentos y fomenta trabajos innovadores y audaces presentando una de las películas con una subvención que ayude a su distribución en Francia". Lulu on the Bridge, dirigida por Paul Auster, abrió la sección Un Certain Regard.

## Jurado

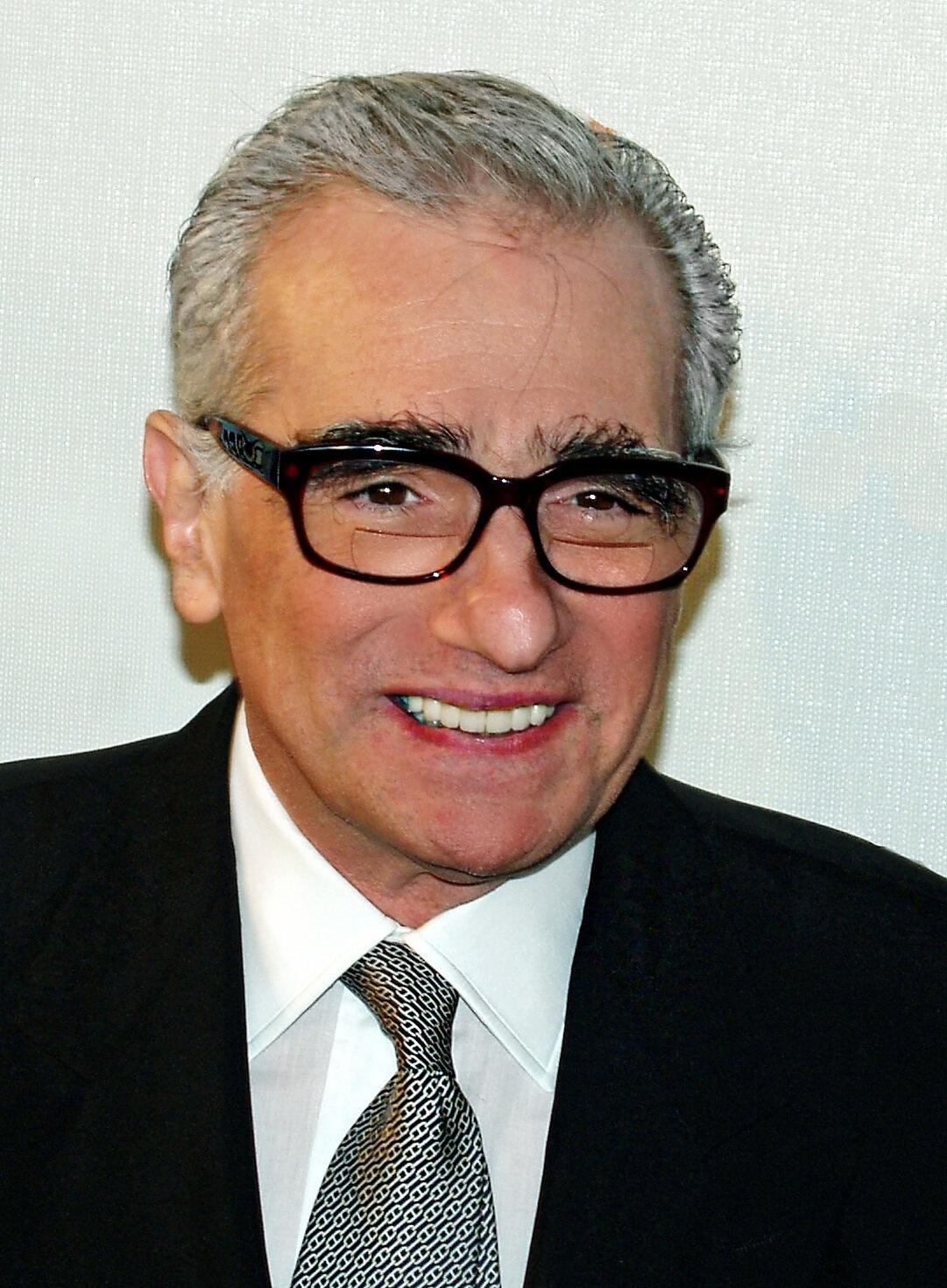
Martin Scorsese, presidente del jurado

Las siguientes personas fueron nombradas para formar parte del jurado de la competición principal en la edición de 1998:
- Martin Scorsese de Estados Unidos. Presidente del jurado.
- Alain Corneau de Francia.
- Chiara Mastroianni de Francia.
- Chen Kaige de China.
- Lena Olin de Suecia.
- MC Solaar de Francia.
- Michael Winterbottom del Reino Unido.
- Sigourney Weaver de Estados Unidos.
- Winona Ryder de Estados Unidos.
- Zoé Valdés de Cuba.

### Caméra d'Or
Las siguientes personas fueron nombradas para formar parte del jurado de la Cámara de Oro de 1998:

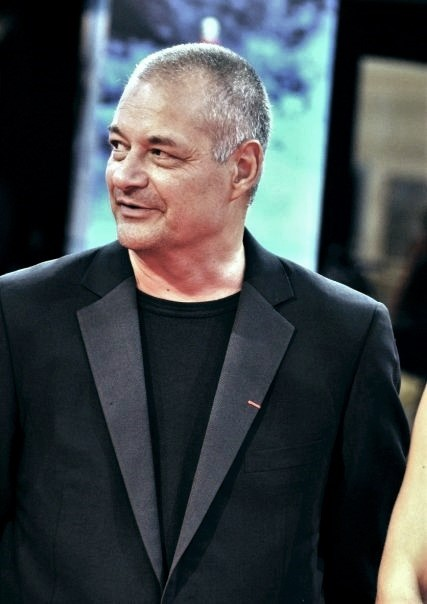
Jean-Pierre Jeunet, president del jurat de Curtmetratges i Cinéfondation

- Jacques Mandelbaum
- Luc Honorez
- Pierre Murat
- Thierry Gandillot

### Cinéfondation y cortometrajes
Las siguientes personas fueron nombradas para formar parte del jurado de la secció Cinéfondation y de la competición de cortometrajes:
- Jean-Pierre Jeunet (Francia) President
- Jaco Van Dormael (Bélgica)
- Emmanuelle Béart (Francia)
- Arnaud Desplechin (Francia)
- Ángela Molina (España)

## Selección oficial

### En competición – películas
Las siguientes películas compitieron por la Palma d'Or:
- Aprile de Nanni Moretti.
- Ceux qui m'aiment prendront le train de Patrice Chéreau.
- Claire Dolan de Lodge Kerrigan.
- Corazón iluminado de Héctor Babenco.
- Dance Me to My Song de Rolf de Heer.
- Dong de Tsai Ming-liang.
- Fear and Loathing in Las Vegas de Terry Gilliam.
- La celebración de Thomas Vinterberg.
- Hai shang hua de Hou Hsiao-Hsien.
- Henry Fool de Hal Hartley.
- Los idiotas de Lars von Trier.
- Illuminata de John Turturro.
- Khrustalyov, mashinu! de Aleksei German.
- La escuela de la carne de Benoît Jacquot.
- La classe de neige de Claude Miller.
- La vendedora de rosas de Víctor Gaviria.
- La vida soñada de los ángeles de Erick Zonca.
- La vida es bella de Roberto Benigni.
- La eternidad y un día de Theodoros Angelopoulos.
- My Name Is Joe de Ken Loach.
- The General de John Boorman.
- Velvet Goldmine de Todd Haynes.

## Un Certain Regard
Las siguientes películas fueron seleccionadas para competir en Un Certain Regard:
- À vendre de Laetitia Masson.
- All the Little Animals de Jeremy Thomas.
- Daun di Atas Bantal de Garin Nugroho.
- Dis-moi que je rêve de Claude Mouriéras.
- El evangelio de las maravillas de Arturo Ripstein.
- Island, Alicia de Ken Yunome.
- Kleine Teun de Alex van Warmerdam.
- La manzana de Samira Makhmalbaf.
- En presencia de un payaso de Ingmar Bergman.
- Louise (Take 2) de Siegfried.
- Love is the Devil de John Maybury.
- Lulu on the Bridge de Paul Auster.
- O Rio do Ouro de Paulo Rocha.
- Os mutantes de Teresa Villaverde.
- Plätze in Städten de Angela Schanelec.
- Szenvedély de György Fehér.
- Teatro di guerra de Mario Martone.
- The Apostle de Robert Duvall.
- The Impostors de Stanley Tucci.
- The Man Who Couldn't Open Doors de Paul Arden.
- The Power of Kangwon Province de Hong Sang-soo.
- Kurpe de Laila Pakalniņa.
- Tokyo Eyes de Jean-Pierre Limosin.
- Tueur à gages de Darezhan Omirbaev.
- Un 32 août sur terre de Denis Villeneuve.
- Una tarde después de la guerra de Rithy Panh.
- Zero Effect de Jake Kasdan.

## Películas fuera de competición
Las siguientes películas fueron seleccionadas para exhibirse fuera de competición:
- Blues Brothers 2000 de John Landis.
- Dark City de Alex Proyas.
- Godzilla de Roland Emmerich.
- Goodbye Lover de Roland Joffé.
- Inquietude de Manoel de Oliveira.
- Kanzo Sensei de Sadao Imamura.
- Primary Colors de Mike Nichols.
- Tango de Carlos Saura.

## Cinéfondation
Las siguientes películas fueron seleccionadas para exhibirse en la competición Cinéfondation:
- Blue City de David Birdsell
- Deer Men de Saara Saarela
- Die Weiche de Chrys Krikellis
- Doom and Gloom de John McKay
- Fotograf de Alexander Kott
- Inside the Boxes de Mirjam Kubescha
- Jakub de Adam Guzinski
- Kal de Ivaylo P. Simidchiev
- Léto - cas dlouhých letu de Ramunas Greicius
- Mangwana de Manu Kurewa
- One Eye de Liana Dognini
- Ratapenkan Ruusu de Hanna Maylett
- Sentieri selvaggi de Susanna Grigoletto
- The First Sin de Fahimeh Sorkhabi
- The Sheep Thief de Asif Kapadia

### Cortometrajes en competición
Los siguientes cortos compitieron para Palma de Oro al mejor cortometraje:
- 9'8 M/S2 d' Alfonso Amador, Nicolas Mendez
- Balkanska Ruleta de Zdravko Barisic
- Enfant, Gribouillage, Photos de Famille de Jun-hong Lin
- Fetch de Lynn-Maree Danzey
- Gasman de Lynne Ramsay
- Happy Birthday to Me de Martin Mahon
- Horseshoe de David Lodge
- I Want You de Gregory Quail
- Kiyida de Ebru Yapici
- L'Interview de Xavier Giannoli
- Skate de Eun-Ryung Cho

## Secciones paralelas

### Semana Internacional de la Crítica
Las siguientes películas fueron seleccionadas para ser proyectadas para la 37.ª Semana de la Crítica (37e Semaine de la Critique):
Películas en competición
- Postel de Oskar Reif (República Checa)
- Palwolui Keuriseumaseu de Hur Jin-Ho (Corea)
- Seul contre tous de Gaspar Noé (Francia)
- Memory and desire de Niki Caro (Nueva Zelanda)
- De Poolse bruid de Karim Traïdia (Países Bajos)
- Sitcom de François Ozon (Francia)
- Torrente, el brazo tonto de la ley de Santiago Segura (España)

Cortometrajes en competición
- Brutalos de Christophe Billeter, David Leroy (Suiza)
- Loddrett, Vannrett de Erland Øverby (Noruega)
- Flight de Sim Sadler (EE. UU.)
- Der Hausbesorger de Stephan Wagner (Austria)
- Milk de Andrea Arnold (Gran Bretaña)
- Por un infante difunto de Tinieblas González (España)
- The Rogers’ Cable de Jennifer Kierans (Canadá)

### Quincena de Realizadores
Las siguientes películas fueron exhibidas en la Quincena de Realizadores de 1998 (Quinzaine des Réalizateurs):
- Babyface de Jack Blum
- Cantique de la racaille de Vincent Ravalec
- Chacun pour soi de Bruno Bontzolakis
- Disparus de Gilles Bourdos
- Happiness de Todd Solondz
- Head On de Ana Kokkinos
- High Art de Lisa Cholodenko
- Hinterland (L'Arrière pays) de Jacques Nolot
- L'homme qui rit de Paul Leni
- Laisse un peu d'amour de Zaïda Ghorab-Volta
- Last Night de Don McKellar
- Le Nain rouge de Yvan Le Moine
- La Parola amore esiste de Mimmo Calopresti
- Pro urodov i lyudey d'Alexei Balabanov
- Requiem de Alain Tanner
- Slam de Marc Levin
- Slums Of Beverly Hills de Tamara Jenkins
- Areumdaun sijeol de Kwangmo Lee
- The Stringer de Paul Pawlikowski
- La Vie Sur Terre de Abderrahmane Sissako
- West Beyrouth de Ziad Doueiri

Cortometrajes
- A table d'Idit Cébula (19 min.)
- Le Bleu du ciel de Christian Dor (25 min.)
- Les corps ouverts de Sébastien Lifshitz (47 min.)
- Electrons statiques de Jean-Marc Moutout (25 min.)
- Les Pinces à linge de Joël Brisse (23 min.)
- Rue bleue de Chad Chenouga (24 min.)

## Palmarés

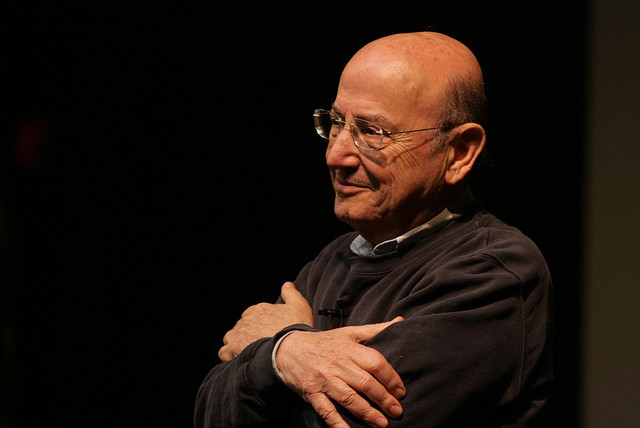
Theodoros Angelopoulos, ganador de la Palma de Oro.

Los galardonados en les secciones oficiales de 1998 fueron:
- Palma de Oro: La eternidad y un día de Theodoros Angelopoulos
- Gran Premio del Jurado: La vida es bella de Roberto Benigni
- Premio del Jurado: 
  - La celebración de Thomas Vinterberg
  - La classe de neige de Claude Miller
- Mejor Actor: Peter Mullan por My Name Is Joe
- Mejor Actriz: Élodie Bouchez y Natacha Régnier por La vida soñada de los ángeles
- Mejor Director: John Boorman por The General
- Mejor Guion: Henry Fool de Hal Hartley
- Mejor Contribución Artística: Velvet Goldmine de Todd Haynes

Un Certain Regard
- Premi Un Certain Regard: Tueur à gages de Darezhan Omirbayev

Cinéfondation
- Primer premio: Jakub de Adam Guzinski
- Segundo premio: The Sheep Thief de Asif Kapadia
- Tercer premio: Mangwana de Manu Kurewa

Càmera d'Or
- Cámara de Oro: Slam de Marc Levin

Cortometrajes
- Palma de Oro al mejor cortometraje: L'interview de Xavier Giannoli
- Premio del Jurado: Horseshoe de David Lodge y Gasman de Lynne Ramsay

### Premios independientes
- Premio FIPRESCI:[17]
- Dong de Tsai Ming-liang (En competición)
- Happiness de Todd Solondz (Quincena dels Directores)

Commission Supérieure Technique
- Gran Premio Técnico: Tango de Vittorio Storaro[18]

Jurado Ecuménico
- Premio del Jurado Ecuménico: La eternidad y un día de Theodoros Angelopoulos
- Premio del Jurado Ecuménico - Mención especial: Ingmar Bergman (premio especial)
- Premio de la Juventud:
  - Película extranjera: Last Night de Don McKellar
  - Película francesa: L'arrière pays de Jacques Nolot

Premios en el marco de la Semana Internacional de la Crítica
- Premio Mercedes-Benz: Seul contre tous de Gaspar Noé
- Premio Canal+: Por un infante difunto de Tinieblas González
- Grand Golden Rail: De Poolse bruid de Karim Traïdia
- Small Golden Rail: Loddrett, Vannrett de Erland Øverby

Premios en el marco de la Quincena de Realizadores
- Premio Kodak al Mejor Corto:
  - Les corps ouverts de Sébastien Lifshitz
  - Rue bleue de Chad Chenouga
- Premio Gras Savoye: Rue bleue de Chad Chenouga

Association Prix François Chalais
- Premio François Chalais: West Beirut de Ziad Doueiri[20]